# Lateryzacja
Lateryzacja, laterytyzacja – proces wietrzenia chemicznego polegający na rozkładzie skał zbudowanych ze związków glinokrzemianowych, zachodzący w warunkach gorącego i wilgotnego klimatu.
Wytworzone w procesie laterytyzacji tlenki i wodorotlenki glinu oraz tlenki żelaza i wodorotlenki żelaza pozostają na miejscu, natomiast krzemionka zostaje odprowadzona. 
W procesie  laterytyzacji powstają:
- lateryty
- gleby laterytowe – gleby mało żyzne (około 1% próchnicy), charakteryzują się również kwaśnym odczynem (2,5-3,5 pH).